# Tommy Svindal Larsen
Tommy Svindal Larsen est un footballeur norvégien, né le 11 août 1973 à Skien en Norvège. Il évoluait comme milieu défensif.

## Sélection nationale
- Norvège : 24 sélections

Tommy Svindal Larsen obtient sa première sélection le 24 juin 1996 contre l'Espagne au cours d'un match amical disputé à Oslo et ponctué d'un score nul (0-0).
Il compte 24 sélections dont 14 comme titulaire entre 1996 et 2007, il a participé à des matchs de qualification pour les Coupes du monde 1998, 2002 et 2006, ainsi que pour les Championnats d'Europe 2004 et 2008. 
Il n'a en revanche participé à aucune phase finale.

## Palmarès
Stabæk
- Vainqueur de la Coupe de Norvège (1) : 1998

 1.FC Nuremberg
- Champion de 2.Bundesliga (1) : 2004